# Poppea rectispina
Poppea rectispina är en insektsart som beskrevs av Leon Fairmaire. Poppea rectispina ingår i släktet Poppea och familjen hornstritar. Inga underarter finns listade i Catalogue of Life.